# Johan Thomas Lundbye
Johan Thomas Lundbye (Kalundborg, 1º settembre 1818 – Flensburgo, 26 aprile 1848) è stato un pittore danese.

## Biografia
Era figlio di Joachim Theodor Lundbye e di Catherine Bonnevie. Fece il suo apprendistato presso il pittore animalista Christian Holm  e a quattordici anni fu iscritto all'Accademia delle belle arti di Copenaghen, dove studiò fino al 1842, sotto la guida di Christoffer Wilhelm Eckersberg. Nei suoi dipinti s'ispirava a Niels Laurits Høyen, l'artista che in Danimarca si proponeva di diffondere un'arte che guardasse alle caratteristiche del paesaggio danese, agli edifici storici locali, alla pittura di genere con figure dai tratti e dagli abiti tipici dei popolani danesi.
Johan Thomas Lundbye appartiene alla generazione di pittori paesaggistici romantici, insieme al pittore paesaggista Peter Christian Skovgaard e al pittore, illustratore e fotografo Lorenz Frølich; ma per la brevità della vita non ha potuto esprimersi compiutamente, anche se ha lasciato un gran numero di dipinti, di grande qualità. Si sentiva affascinato dall'archeologo danese Christian Jürgensen Thomsen che aveva ideato un sistema di classificazione dei manufatti dell'età del Bronzo e del Ferro. Fra il 1836 e il 1837 eseguì ritratti di suoi familiari e di amici. 

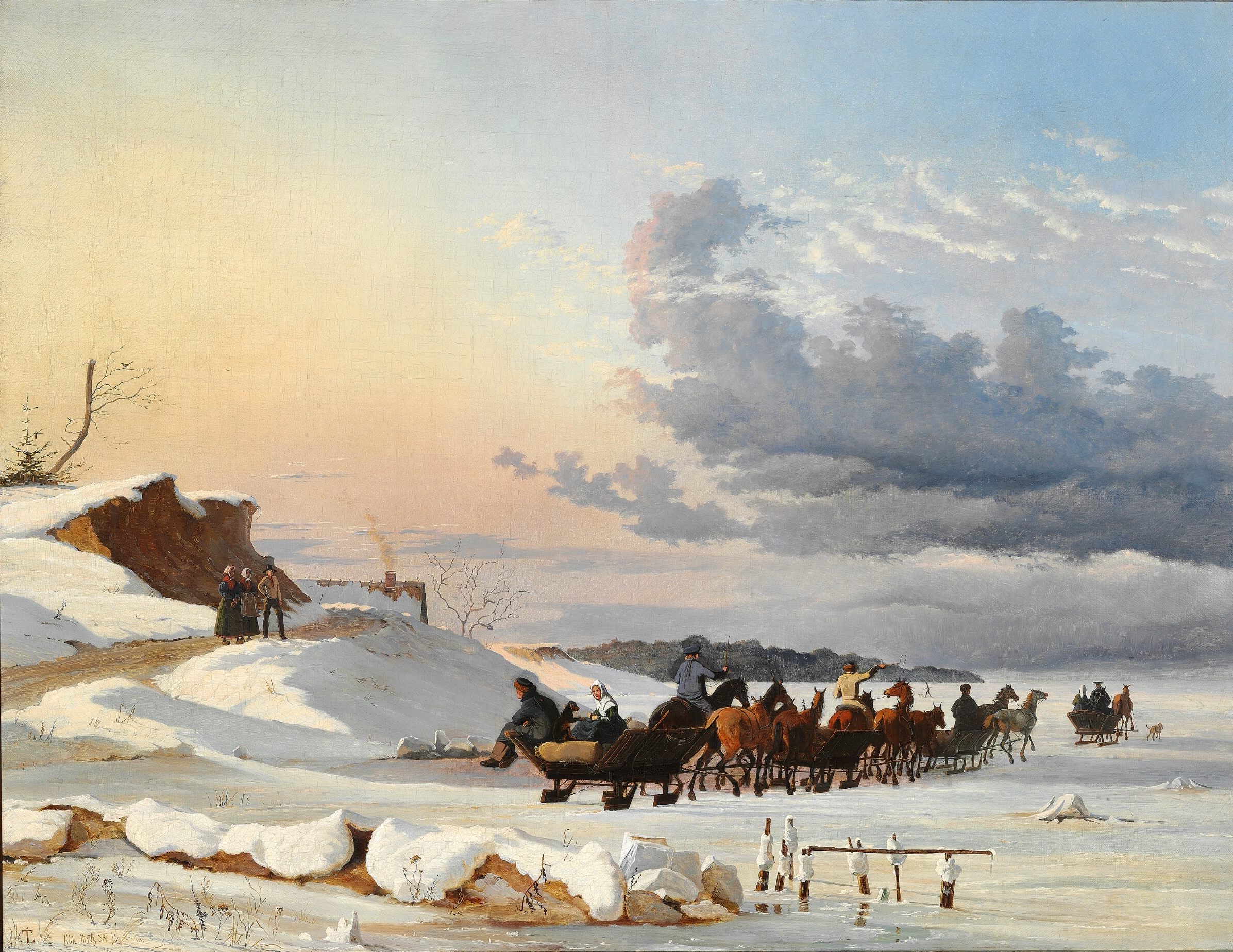
Johan Thomas Lundbye, Pendio a Skovshoved, 1838 Øregård Museum (Copenaghen)

Espose per la prima volta nel 1835 e il suo paesaggio Veduta della costa a Isefjord fu acquistato dalla the Royal Painting Collection e ora è allo Statens Museum for Kunst di Copenaghen. 
Ha illustrato il libro di poesie Favole per bambini, scritto da Hans Vilhelm Kaalund e pubblicato nel 1845.
L'Accademia di belle arti danese gli fornì una borsa di studio, perché compisse viaggi d'istruzione all'estero. A giugno 1845 egli si recò in Germania (Altona, Düsseldorf, Cologna, Mainz); visitò poi la Svizzera (Basilea e Ginevra), la Francia (Marsiglia) e l'Italia, dove dipinse "Buoi nella campagna romana", tela esposta in una mostra del 1847 e che fu acquistata per la Royal Painting Collection.
Tornato in Danimarca andò a vivere in campagna, a Helsingør, dove aveva acquistato una casa. Durante la Prima guerra dello Schleswig - detta anche dei Guerra dei Tre anni - militò nelle file dell'esercito danese, così fecero altri artisti suoi conterranei.
È considerato il più realistico tra i pittori animalisti danesi, tuttavia trattava con vigore e con carattere anche i ritratti e i paesaggi, influenzato dalla pittura romantica tedesca, ma anche dalla pittura olandese del Seicento che aveva attentamente studiato. La Collezione Hirschsprung, a Copenaghen, possiede una raccolta di circa seicento suoi disegni.

### Opere
Paesaggio nei pressi di Arreso con veduta sulle dune di Tisvilde, 1838 Museo Thorvaldsen (Copenaghen)

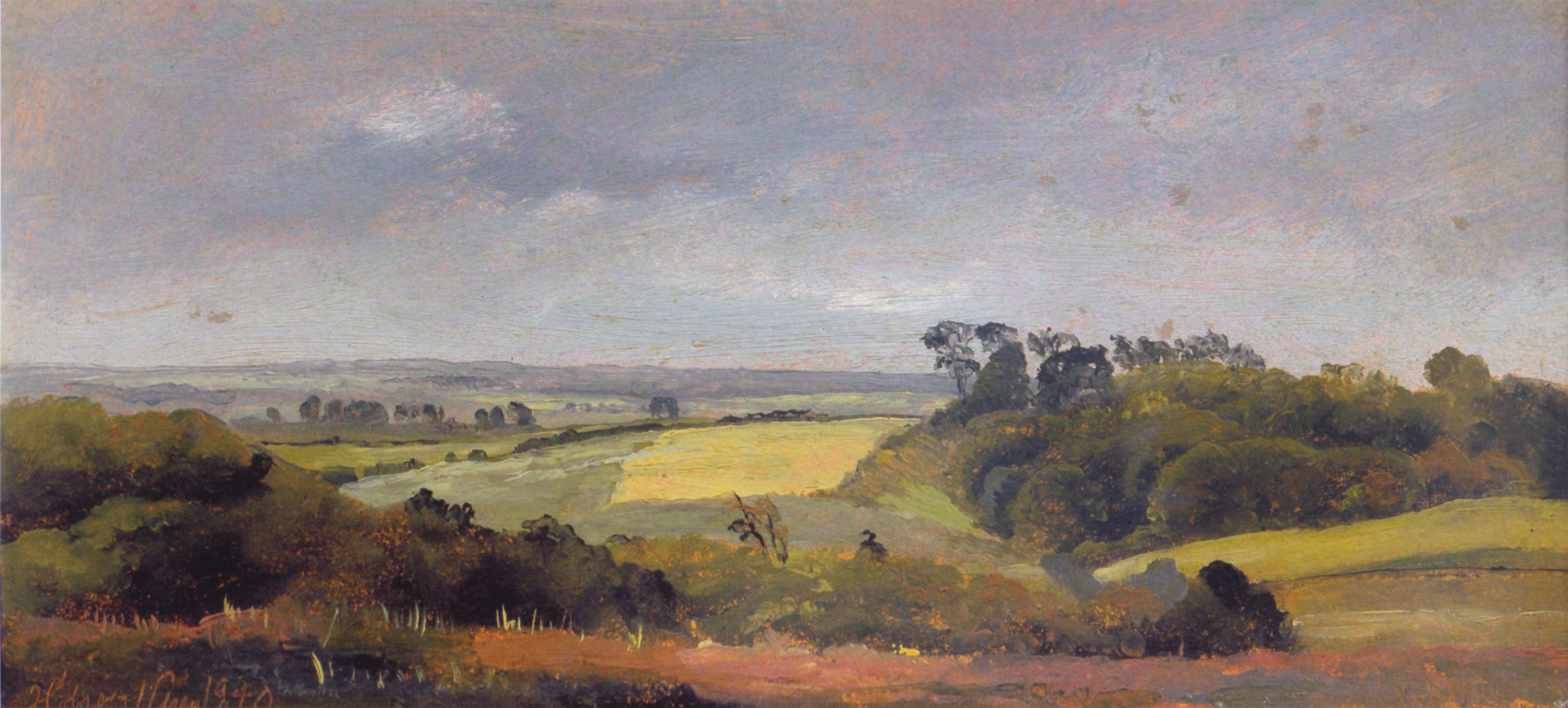
Johan Thomas Lundbye, Høbjerg, 1840, Hirschsprung Collection (Copenaghen)